# Frank Odberg
Frank Olof Odberg (Gant, Flandes Oriental, 1 de març de 1879 – 1917) va ser un remer belga que va competir cavall del segle xix i el segle xx.
El 1900 va prendre part en els Jocs Olímpics de París, on guanyà una medalla de plata en la prova de vuit amb timoner com a membre de l'equip Royal Club Nautique de Gand.